# Alvin Kraenzlein
Alvin Christian Kraenzlein (12. prosince 1876 Milwaukee, Wisconsin – 6. ledna 1928 Wilkes-Barre, Pensylvánie) byl americký atlet, který na 2. olympijských hrách v Paříži 1900 získal čtyři zlaté medaile.

## První úspěchy
Alvin Kraenzlein studoval na Wisconsinské a později na Pensylvánské univerzitě zubní lékařství. Roku 1897 získal svůj první atletický titul na přeboru Amatérské atletické unie (AAU) , když zvítězil v běhu na 220 yardů překážek. V dalších letech ještě získal dalších pět přebornických titulů AAU na krátkých překážkových tratích a ve skoku dalekém a osm titulů I4A (Mezikolejní asociace amatérských atletů Ameriky) na překážkách, v dálce a ve sprintu.
A. C. Kraenzlein je tvůrcem současné techniky krátkého překážkového běhu spočívající v tzv. kročném způsobu přeběhu překážek, při němž se švihová noha vede přes překážku přímo, předklání se trup a odrazová noha se při pohybu přes překážku pokrčmo unoží. V roce 1900 se Kraenzlein připravuje na pařížskou olympiádu v Londýně a získává zde britský titul v běhu na 220 yardů překážek a v dálce.

## 2. olympijské hry Paříž 1900

### 110 m překážek
Na olympijských hrách 1900 nastoupil 14. července k závodu na 110 m překážek. Této disciplíny se účastnilo celkem devět závodníků ze tří zemí – USA, Francie a Indie. V 1. rozběhu porazil Kraenzlein svého krajana a pozdějšího držitele bronzové medaile Fredericka Moloneye v novém světovém rekordu 15,6 sekundy. Ve finále nastoupil kromě nich další Američan John McLean, který byl nakonec druhý, Francouz Jean Lécuyer a Ind Norman Pritchard, který závod nedoběhl. McLean se na startu ulil, ale startér nechal závod běžet, Kraenzlein však soupeře brzy předběhl a zvítězil opět ve světovém rekordu 15,4 s.

### Skok do dálky

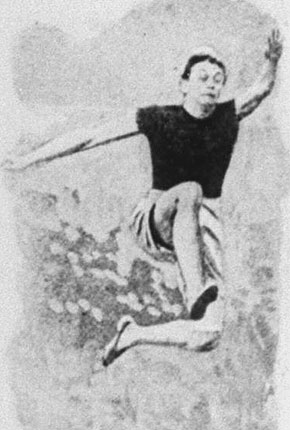
Kraenzlein při skoku do dálky

Téhož dne proběhla kvalifikace ve skoku dalekém. Účastnilo se jí 12 skokanů ze šesti zemí. Výkon z kvalifikace se započítával do finále. Kvalifikaci vyhrál Kraenzleinův kolega z družstva USA Meyer Prinstein (7,175 m). Druhý den 15. července byla neděle, kdy měli američtí studenti zákaz sportovních aktivit. Zatímco bezpečně vedoucí muž pole Prinstein zákazu uposlechl, Kraenzlein skákal a o jediný centimetr (7,185 m) Prinsteina porazil. Ze zloby nad ztrátou zlaté medaile Prinstein Kraenzleina napadl, prameny se rozcházejí, zda ho stačil udeřit nebo mu v tom kolegové zabránili. Třetí místo ve skoku dalekém obsadil Brit Patrick Leahy.

### Běh na 60 m
15. července 1900 probíhala i soutěž v nejkratším sprintu na 60 m. Deset závodníků ze šesti zemí absolvovalo nejprve dva rozběhy. V prvním zvítězil Kraenzlein (7,0 s) před krajanem Edmundem Minahanem. Ihned po rozbězích se konalo finále, které bylo strhující bitvou, Kraenzlein zvítězil ve stejném čase jen o prsa před dalším Američanem Johnem Tewksburym, třetí byl Australan Stanley Rowley.

### Běh na 200 m překážek
16. července se Kraenzlein zúčastnil své čtvrté soutěže na olympiádě, 200 m překážek. V této disciplíně bylo 11 účastníků z pěti zemí. V 1. rozběhu měl Kraenzlein chybný start a rozhodčí mu připočetli 1 metr(!), přesto zvítězil poměrně snadno nad Eugenem Choiselem z Francie – čas stanoven na 27,0 s. Ve finále porazil časem 25,4 s o více než sekundu druhého Inda Pritcharda, třetí byl John Tewksbury.

## Další kariéra
Rok po olympiádě Kraenzlein ukončil sportovní dráhu jako držitel 6 světových rekordů, dokončil univerzitní studia a mnoho let se věnoval praxi stomatologa. Později se ke sportu vrátil jako univerzitní atletický trenér. Zemřel na chorobu srdce.